# 孙一峰 (电竞玩家)
孙一峰（1983年2月17日—），浙江杭州人，网名F91、tossboy，前星际争霸职业选手，现为游戏解说。

## 简介
孙一峰在1999年同学的介绍下接触到星际争霸1，2003年开始参与职业赛事，2005年孙一峰星际争霸职业战队SVS。
2008年5月，因为SVS战队老板撤资，F91离开了SVS，转会欧洲战队MYM。
2011年底，孙一峰和黄旭东、MsJoy、周宁组成星际争霸2解说团体“星际老男孩”。
2018年12月，孙一峰在AcFun举办的“2018AcFun老婆总选”中力压新垣结衣、斋藤飞鸟等人，获得最高票数。此事一度登上微博热搜。

## 家庭
2006年12月30日，孙一峰与女友weiwei结婚，育有儿子孙宁和女儿孙焕佳。